# Шихи, Джеймс
Джеймс Шихи (англ. James L. Sheehy; 1926 — 22 марта 2006 года) — американский врач-оториноларинголог, отохирург.
В 1951 году окончил медицинский факультет Стэнфордского университета. Ординатуру по оториноларингологии прошёл в военном госпитале Леттермана в Сан-Франциско.
В 1958 году присоединился к работе братьев Ховарда П. и Уильяма Ф. Хаусов в развивающемся Институте уха в Лос-Анджелесе. Джеймс Шихи в этом центре проработал в течение 45 лет. 
Он читал лекции по всему миру по вопросам головокружения, тимпанопластики, хирургии стремени и др. Скончался 22 марта 2006 года в больнице Хантингтона в Пасадене, штат Калифорния.
Джеймс Шихи был женат, его супругу звали Вай. Шихи отец трех сыновей: Уильяма, Феодора и Томаса. Дед трёх внуков: Николая, Кристофера и Стефана.